# Toby (historieta de Escobar)
Toby es una serie de historietas creada por José Escobar para el semanario "DDT" en 1967.

## Argumento y personajes
La serie está protagonizada por Toby, un perro de raza indeterminada y extraordinariamente inteligente que convive con su amo, Don Anito, un hombre soltero y de temperamento alegre.

## Trayectoria editorial
Toby apareció por primera vez en el número 0 de "DDT" (3ª época).
Se serializó también en "Súper DDT", "Súper Zipi y Zape" y "Mortadelo Especial".
Bruguera publicó un álbum de historietas del personaje:
- 1971 Toby y su perro mundo (Olé!, núm. 44).[1]